# کولمان (داکوتای جنوبی)
کولمان(به انگلیسی: Colman) شهری در ایالت داکوتای جنوبی کشور ایالات متحده آمریکا است که جمعیت آن در سرشماری سال ۲۰۱۰ میلادی، ۵۹۴ نفر بوده‌است.